# Image ROM

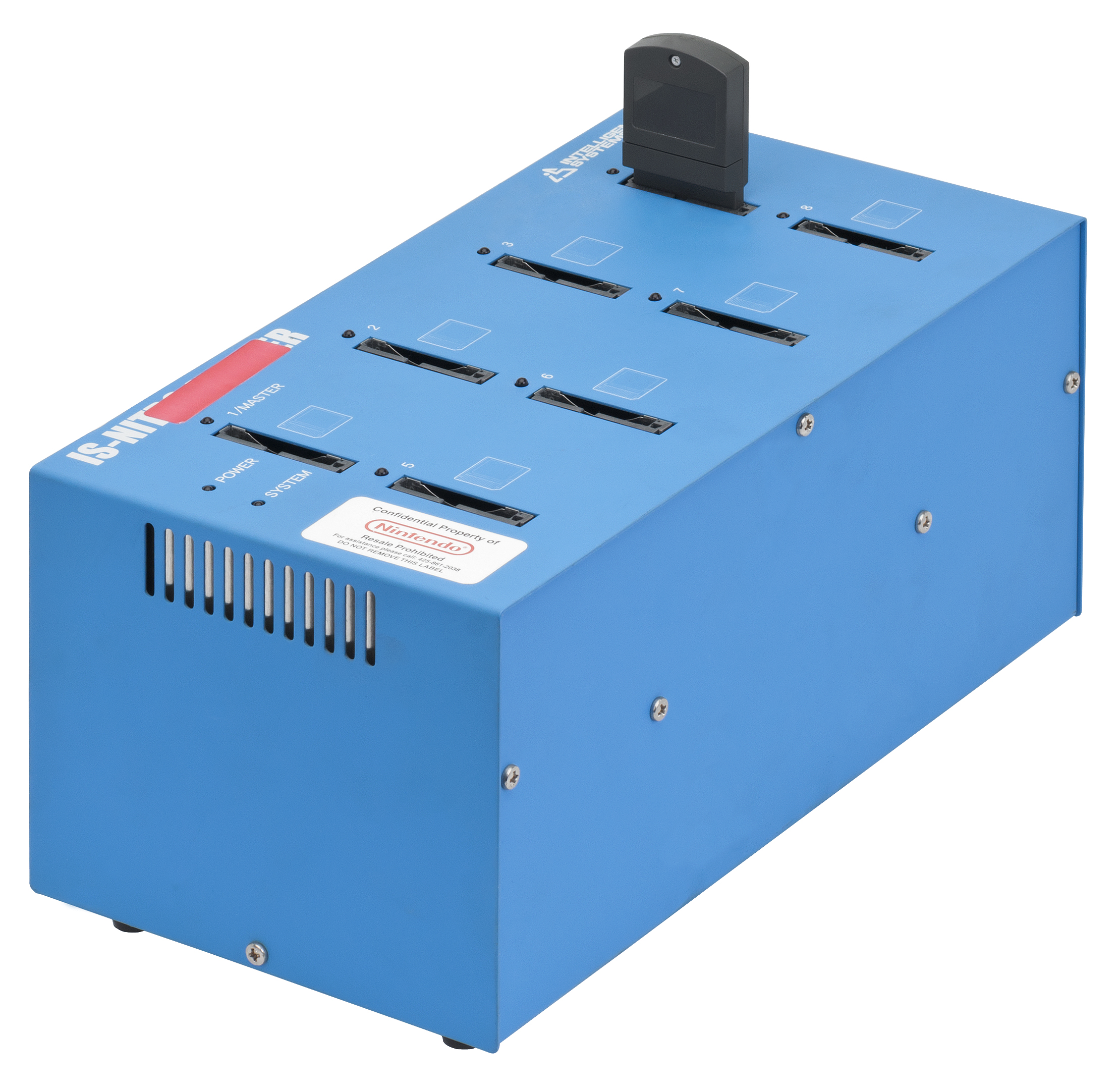
Graveur de ROM Intelligent Systems pour la Nintendo DS

Une image ROM, ou Fichier ROM, est un fichier informatique qui contient une copie des données sur une puce Mémoire morte, souvent à partir de cartouches de jeux vidéo ou du tableau de bord d'une borne d'arcade. Le terme est souvent utilisé dans le contexte de l'émulation, dans laquelle les jeux vidéo sont copiés dans des fichiers ROM sur des ordinateurs afin d'être ouverts à l'aide d'un type de logiciel appelé émulateur.
Les images ROM sont également utilisées lors du développement pour les systèmes embarqués. Les logiciels en cours de développement pour les ordinateurs embarqués sont souvent écrits dans des fichiers ROM pour être testés sur un ordinateur standard avant d'être écrits sur une puce ROM pour une utilisation dans des systèmes embarqués. À ce jour, cet article porte principalement sur l'utilisation des ROM par rapport à l'émulation. 

## Utilisations des images ROM

### Changement de sens
Les puces ROM, toujours utilisées, ont été remplacées dans de nombreux cas par des supports optiques tels que des CD-ROM et des DVD-ROM, des supports magnétiques tels que des disques durs et des bandes magnétiques, et récemment des puces de mémoire flash. Cependant, le terme ROM s'est développé pour englober la plupart de ces nouveaux médias. En fait, nous pouvons également désigner un jeu vidéo copié à partir d'une bande magnétique en tant que ROM. Les images copiées à partir d'un support optique sont également appelées images ISO, en référence à la norme de système de fichiers ISO 9660 pour les supports optiques.

### Copie oudumpingde ROM
Les ROM peuvent être copiées à partir des puces en lecture seule trouvées dans les jeux de cartouches et de nombreuses machines d'arcade à l'aide d'un appareil spécialisé dans un processus connu sous le nom de "dumping" en anglais. Pour la plupart des consoles de salon, ces appareils sont largement disponibles. L'extraction de ROM à partir de machines d'arcade, qui sont en fait des PCB très personnalisés, nécessite des paramètres individuels pour chaque machine ainsi que beaucoup d'expérience.
La création de ROM à partir d'autres formats est considérablement plus facile et peut être effectuée avec du matériel disponible dans le commerce. La création de ROM à partir de jeux enregistrés sur bande magnétique (par exemple l'ordinateur Sinclair ZX80) implique généralement simplement la lecture de la bande magnétique via un lecteur de cassette connecté à l'entrée audio d'un PC (carte son). Celui-ci est ensuite enregistré sous forme de fichier son et converti en fichier ROM à l'aide d'un programme simple. De même, divers jeux sur CD et DVD peuvent être copiés à l'aide d'un graveur de CD/DVD PC standard. 

### Mécanismes anticopie
Alors que les images ROM sont souvent utilisées comme moyen de préserver l'historique des jeux informatiques, elles sont également souvent utilisées pour faciliter la copie et la redistribution non autorisées des jeux modernes. Considérant cela comme une réduction potentielle des ventes de leurs produits, de nombreuses sociétés de jeux ont intégré des soi-disant fonctionnalités dans des jeux plus récents qui sont conçues pour empêcher la copie, tout en permettant de jouer au jeu original. Par exemple, la Nintendo GameCube utilisait des supports optiques non standard de type DVD de 8 cm, qui empêchaient pendant longtemps la copie des jeux stockés sur ces disques. Ce n'est que lorsqu'une faille de sécurité a été découverte dans les épisodes I et II de Phantasy Star Online que les jeux GameCube ont pu être copiés avec succès, en utilisant le GameCube lui-même pour lire les disques.
SNK a également utilisé une méthode de prévention de la copie sur ses jeux Neo Geo, à commencer par The King of Fighters en 1999, qui utilisait un algorithme de cryptage sur les ROM graphiques pour les empêcher d'être lus dans un émulateur. Beaucoup pensaient que cela marquerait la fin de l'émulation Neo Geo. Cependant, dès 2000, les hackers ont trouvé un moyen de déchiffrer et de vider les ROM avec succès, les rendant à nouveau jouables dans un émulateur Neo Geo.
Une autre société qui utilisait des méthodes de prévention de la copie sur ses jeux d'arcade était Capcom, connue pour sa carte d'arcade CPS-2. Celui-ci contenait un algorithme de protection contre la copie lourd qui n'a été brisé que 7 ans après la sortie du système en 1993. Le crack original de l'équipe CPS2Shock n'était pas une véritable émulation de la protection car il utilisait des tables XOR pour contourner le cryptage d'origine et permettre le jeu pour jouer dans un émulateur. Leur intention déclarée était d'attendre que les jeux CPS-2 ne soient plus rentables pour publier la méthode de décryptage (trois ans après la dernière sortie du jeu). L'algorithme de décryptage complet a été craqué en 2007 par Nicola Salmoria, Andreas Naive et Charles MacDonald de l'équipe de développement MAME.
Une autre technique de prévention de copie utilisée dans les jeux à cartouche consistait à faire en sorte que le jeu tente d'écrire sur la ROM. Sur une cartouche authentique, cela ne ferait rien ; cependant, les émulateurs permettaient souvent à l'écriture de réussir. Les cartouches pirates utilisaient également souvent des puces inscriptibles au lieu de la ROM. En relisant la valeur pour voir si l'écriture a réussi, le jeu pouvait dire s'il fonctionnait à partir d'une cartouche authentique. Alternativement, le jeu peut simplement tenter d'écraser des instructions de programme critiques, ce qui, en cas de succès, le rend injouable.
Certains jeux, tels que les jeux Game Boy, avaient également d'autres matériels tels que des contrôleurs de banque de mémoire connectés au bus de la cartouche. Le jeu enverrait des données à ce matériel en essayant de les écrire dans des zones spécifiques de la ROM ; ainsi, si la ROM était inscriptible, ce processus corromprait les données.
La dernière carte d'arcade de Capcom est la CPS-3. Cela a résisté aux tentatives d'émulation jusqu'en juin 2007, lorsque la méthode de cryptage a été rétro-conçue par Andreas Naive. Il est actuellement implémenté par MAME et une variante de l'émulateur CPS-2 Nebula. 

### ROM et sa préservation
Le cycle de vie des médias numériques est rarement long. Alors qu'une photographie en noir et blanc peut survivre pendant un siècle ou plus, de nombreuses informations numériques peuvent être illisibles après seulement une décennie. Cela commence à poser problème puisque les premiers ordinateurs ont cinquante ou soixante ans, et les consoles de salon pourraient avoir près de quarante ans. C'est à cause de ce vieillissement qu'il existe une menace importante que les jeux d'ordinateurs et de consoles plus anciens ne survivent pas à moins d'être transférés sur un nouveau support. Ainsi, ceux qui s'intéressent à la préservation recherchent d'anciens jeux et les copient sur des ROM. Lorsqu'ils sont enregistrés sur des supports plus standard tels que des CD-ROM ou des DVD-ROM, ils peuvent être copiés dans de nouveaux formats avec moins d'effort.
Cette tendance à la diffusion massive des ROM, si elle peut nuire aux titulaires de droits d'auteur, a également un effet positif sur leur préservation. Au fil du temps, la copie originale d'un jeu peut se détériorer, tomber en panne ou être jetée, une copie ROM peut être distribuée dans le monde entier, permettant à des jeux de survivre qui auraient autrement pu être perdus. 
La tendance à la distribution numérique massive de fichiers d'images ROM, bien que potentiellement dommageable pour les titulaires de droits d'auteur, peut également avoir un effet positif sur la préservation. Alors qu'avec le temps, de nombreuses copies ROM originales de jeux plus anciens peuvent se détériorer, être cassées ou jetées, une copie sous forme de fichier peut être distribuée dans le monde entier, permettant à des jeux qui auraient autrement été perdus une plus grande chance de survie.

### Collecte de ROM
Comme pour d'autres objets comme les pièces de monnaie ou les timbres-poste, de nombreuses personnes collectionnent les ROM comme passe-temps. Ses motivations vont du désir de préserver l'histoire des jeux informatiques et consoles à l'obsession de les collectionner. Ceux qui souhaitent collecter toutes les ROM ont été désignés par l'équipe de développement de l'émulateur MAME sous le nom de PokéROM, faisant allusion au slogan de Pokémon, Attrapez-les tous.
C'est à cause de ce désir des gens de collecter des ROM qu'il existe plusieurs projets sur Internet axés sur l'extraction de ROM, le catalogage ou la mise à disposition d'outils pour vérifier que les collections de ROM sont complètes et correctes. Par exemple, les projets TOSEC et Good Tools, qui produisent et mettent à jour régulièrement des bases de données de jeux et autres logiciels pour divers anciens ordinateurs et consoles.
Pour certains, le "Saint Graal" de la collection de ROM est le jeu Nintendo World Championship NES de 1990. Avant que cette ROM n'apparaisse sur Internet, il n'y avait que 127 copies de cartouches originales dans le monde. 

### Hacks et traduction amatrice de jeu vidéo
Une fois les jeux mis à disposition au format ROM, il est possible pour les utilisateurs d'apporter des modifications. Cela peut prendre la forme d'une modification des graphismes, d'une modification des niveaux de jeu, d'un ajustement du facteur de difficulté ou même d'une traduction dans une langue pour laquelle un jeu n'était pas initialement disponible. Les hacks peuvent souvent prendre des formes humoristiques, comme c'est le cas avec un hack de la version NES de Mario Bros., intitulé Afro Mario Brothers, qui présente les célèbres frères portant des coupes de coiffure afro. Le mod Metroid Redesign est un hack de Super Metroid qui réorganise le jeu et ajoute de nouveaux objectifs.

## Types d'images similaires
Les fichiers image dérivés de bandes informatiques sont appelés images de bande, tandis que ceux dérivés de disquettes et de CD-ROM (et d'autres formats de disque) sont appelés images de disque. Les images copiées à partir d'un support optique sont également appelées images ISO, d'après l'un des systèmes de fichiers standard pour support optique, ISO 9660.
La création d'images à partir d'autres supports est souvent beaucoup plus facile et peut souvent être effectuée avec du matériel standard. Par exemple, la création d'images de bandes à partir de jeux stockés sur des bandes magnétiques (à partir, par exemple, de l'ordinateur Sinclair ZX80) implique généralement simplement la lecture de la bande magnétique à l'aide d'un lecteur de bande audio standard connecté à l'entrée ligne d'une carte son PC. Celui-ci est ensuite enregistré dans un fichier audio et transformé en un fichier d'image de bande à l'aide d'un autre programme. De même, de nombreux jeux sur CD et DVD peuvent être copiés à l'aide d'un lecteur CD/DVD PC standard.

## Distribution de ROM sur Internet
L'échange de ROM sur Internet est très répandu. Il existe de nombreuses méthodes pour sa distribution, notamment:
- HTTP (Protocole de transfert hypertexte) et FTP (Protocole de transfer de fichier)
- BitTorrent
- Concentrateurs de connexion directe
- eMule
- IRC DCC
- Binaires Usenet

Bien que la taille même des nouveaux jeux rende pratiquement impossible la distribution de plusieurs collections, il est assez courant que les jeux plus anciens en aient plusieurs milliers distribués ensemble en une seule collection. Par exemple, la collection Good2600 est un ensemble de 2 687 jeux Atari 2600 qui peuvent être téléchargés en environ deux minutes via une connexion haut débit.

## Note
1. ↑  (en) « "Game over? Not if preservationists have their way" »